# Île du Hangard
Île du Hangard är en ö i Mauritius.   Den ligger i distriktet Grand Port, i den sydvästra delen av landet, 40 km sydost om huvudstaden Port Louis.